# Oreopsar bolivianus
El tordo boliviano (Oreopsar bolivianus) es una especie de ave paseriforme de la familia Icteridae, endémica de Bolivia. Es el único miembro del género Oreopsar. 
Esta especie tiene una amplia distribución, con una extensión global estimada de 78.000 km². El tamaño poblacional global no ha sido cuantificado, pero no se cree que la especie alcance menos de 10 000 individuos maduros o que las tasas de declinación sean importantes, aunque la especie es descrita como “rara”, al menos en algunos sectores de su distribución (Stotz et al. 1996). Por estar razones, el estado de conservación de la especie es considerado de menor preocupación (LC por sus siglas en inglés) (BirdLife International 2008). 
Esta especie es monotípica o monoespecífica, lo cual implica que es la única especie dentro el género Oreopsar, confiriendo a esta especie una singularidad taxonómica importante a considerar al momento de la toma de decisiones para su conservación, aunque algunas fuentes la clasifican dentro del género Agelaioides, junto con Molothrus badius.
En Bolivia ocupa los hábitats de matorral desértico montano y tierras de pasto y agricultura, en los valles secos interandinos. Además, es endémica zoogeográfica de los Andes Centrales (CAN en Hennessey et al. 2003) y está presente en una de las Áreas de Endemísmo de Aves (EBA-056 por sus siglas en inglés) denominada como los Andes altos de Bolivia y Argentina, cuya prioridad de conservación es crítica (Hennessey et al 2003). Se la encuentra en los departamentos de Cochabamba, Chuquisaca y Potosí en un rango altitudinal desde los 2.400 a los 3.400 m s. n. m. (Hennessey et al 2003). 